# Збаразькі

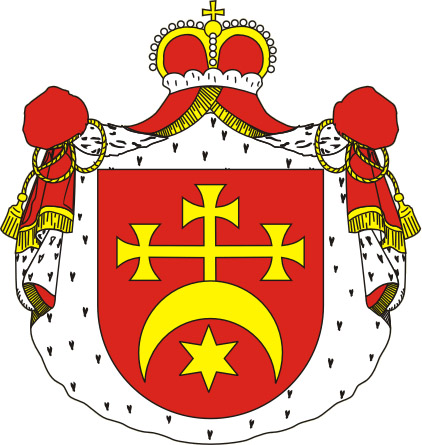
Родовий герб Збаразьких — Корибут

Збаразькі — руський (український) магнатський і князівський рід другої половини 15 століття — першої половини 17 століття, власники великих маєтностей на Волині і Поділлі. За легендарного патрона роду князів Збаразьких та Вишневецьких уважався Жиґимонт Корибутович, хоча нині достеменно доведено, що князі Збаразькі були з Рюриковичів, а не Гедиміновичів. Прізвище виникло від міста Збаража (тепер Тернопільська область), що належало цій родині та вважалося за їхнє родове гніздо.

## Походження
Згідно з версією, прийнятою більшістю істориків і генеалогів на даний час, рід князів Збаразьких був гілкою княжого роду Несвіцьких, який походив з турово-пінських Рюриковичів. Засновник роду — князь Федько Несвізький (Несвіцький), староста подільський (1432/33, 1434), в деяких документах він також титулувався князем Несвіцьким, Вінницьким і Збаразьким. У 1434 році Федір забезпечив непорушність удільного Збаразького князівства, передавши його своєму середньому синові Василю (пом. по 1463), який підписувався як князь на Збаражу. Своєю чергою сини останнього Солтан († 1472), Василь († 1474) і Семен (пом. 1 квітня 1481) титулували себе князями Збаразькими (1463 р.). Також, в деяких старовинних документах засновником роду князів Збаразьких подається боярин Дениско Мокосієвич, без посилання на його походження. Князівські роди Порицьких, Воронецьких, та найвідоміший — Вишневецьких, були гілками князівського роду Збаразьких.

### Версія походження від Гедиміновичів
В документах середини XV ст. часто згадується литовський князь Федір Корибутович, син Дмитра-Корибута, внук Ольгерда Гедиміновича, який також мав володіння на Волині, тому деякі історики (князь Юзеф Пузина, Антоній Прохаска, Ілона Чаманьська і ін.) в кінці ХІХ — на початку ХХ ст., висловили припущення про тотожність князів Федора Корибутовича та Федора Несвіцького. Згодом історики (граф Казімеж Стадніцький, Юзеф Вольф) довели хибність цієї гіпотези, це були дві різні постаті. Підтвердженням того, що Збаразькі не можуть бути Гедиміновичами є старовинний документ, віднайдений істориком графом К. Стадніцьким, в якому говориться, що всі сини князя Дмитра Корибута, а отже і князь Федір Корибутович померли, не залишивши нащадків чоловічої статі. Проте версія про походження князів Несвіцьких та Збаразьких від Федора Корибутовича має прихильників і серед сучасних дослідників (зокрема Леонтій Войтович).

### Генетичні дослідження
На походження князів Збаразьких від Рюрика опосередковано вказують результати проведених на початку XXI століття генетичних досліджень, на що звернув увагу польський вчений Маріуш Ковальський у своїй книзі «Księstwa Rzeczpospolitej: państwo magnackie jako region polityczny» (2013). Дослідженням гаплогрупи Y-хромосоми було піддано нашого сучасника, князя Воронецького, котрий як і Збаразькі, походив по чоловічій лінії від князів Несвіцьких. Склад маркерів Y-хромосоми князів Воронецьких виявився ідентичним складу ДНК живучих на сьогодні представників князівських родин, походження яких від Рюрика не викликає сумнівів: Пузин, Мосальських (Масальських), Гагаріних, Кропоткіних та Путятіних.

## Родовід князів Збаразьких
- Федько Несвицький (? — після 1435 або 1442) — князь Несвицький, Вінницький і Збаразький, прихильник Свидригайла в його боротьбі за корону Великого князівства Литовського, отримав від нього староство подільське (1432/33, 1434) та кременецьке (1432/35), власник Вінниці, Збаража, Хмільника та Сокольця.
  - Василь Федорович Збаразький (? — бл.1463) — князь на Збаражу.
    - Василь Васильович Збаразький (?—1474) — князь збаразький; дружина невідома на ім'я, померла після 1477 року.
      - Михайло Васильович Збаразький-Вишневецький (1470—1517) — князь, родоначальник князів Вишневецьких, намісник брацлавський (1504—1507)
      - Семен Васильович Збаразький (старший) (? — після 1482), дружина — Катерина Цебровська (? — після 1498)
        - Андрій Семенович Збаразький (? — бл. 1540), дружина — Ганна Гербурт (? — після 1557)
          - Микола (Миколай) Андрійович Збаразький (?—1574) — управитель (справця) київського воєводства (1559), староста кременецький (1560—1574); дружини: 1) незнана на ім'я княжна Козечанка, 2) (з 1553/4) княжна Ганна Деспот (Деспотівна) († 1578)
            - Іван (Януш) Миколайович Збаразький (до 1553—1608) — староста кременецький (1574—1608) і пінський, воєвода брацлавський (1576—1608), учасник придушення повстання Северина Наливайка в 1596 році; близько 1573 року одружився з княжною Анною Четвертинською (? — бл.1581)
              - Юрій (Єжи) Іванович Збаразький (1574 — 12 липня 1631) — коронний крайчий (з 1612), коронний підчаший (з 1619), каштелян краківський (з 1620), староста пінський, сокальський, радоговський, жарновецький і віслицький. Останній з роду князів Збаразьких.
              - Христофор (Криштоф) Іванович Збаразький (1579/1580—1627) — конюший великий коронний (з 1615), староста кременецький, віслицький, грубешівський і болеславський, дипломат

            - Маруша (Марина) Миколаївна Загоровська (1573—1603) — вийшла за брацлавського каштеляна Василя Загоровського (був одружений двічі), згодом розлучились

          - Стефан Андрійович Збаразький (1518—1585) — королівський дворянин (з 1543), воєвода вітебський (з 1555), каштелян троцький (з 1564), воєвода троцький (з 1566), державця соміліський, жосленьський, рудницький і дорсуніський, учасник Лівонської війни одружений тричі: 1) (з 1547) Ганна Заберезинська (? — бл. 1556), 2) (з 1559) княжна Анастасія Заславська (?—1580) 3) (з 1581) Дорота Фірлей (?—1591).
            - Петро Стефанович Збаразький (1548 — бл. 1569) — син від першого шлюбу,; дружина (з 1564/5) Барбара Йордан (пом. 1605)
            - Варвара Стефанівна Тенчинська (бл. 1582—1602) — скоріш за все від третього шлюбу; перш дружина з 1602 року Габрієля Тенчинського (1572—1617), графа Священної Римської імперії, коронного мечника.

          - Юрій Андрійович Збаразький (?—1580) — староста пінський і сокальський; одружений двічі: 1) (з 1555) Щенсна Насиловська (пол. Szczęsna Nasiłowska) (? — після 1560), 2) (з бл.1578) Варвара Козинська (?—1591)
            - Януш Юрійович Збаразький (? — після 1580) — помер в юному віці.
            - Маруша (Малґожата) Нарушевич (1580—1603) — дружина жмудського каштеляна Миколая Нарушевича.
            - Анастасія Юріївна Волович (1558—1591) — з 1584 року дружина рогачівського старости Романа Воловича.
            - Гальшка (Гелена) Юріївна Менкіцька (1580—1608) — дружина Людвіка Менкіцького.
            - Катерина Юріївна Белжицька (1580—1601) — княжна; чоловік — Миколай Белжецький

          - Владислав Андрійович Збаразький († 1581/2) — князь, управитель (справця) київського воєводства (1574), староста ботоцький; дружина — Софія Пшилуська (пол. Zofia Przyłuska)
            - Стефан († бл.1605) — князь; дружина (з бл.1603) Катерина Сулима (Сулим'янка) († по 1617)
            - Костянтин († бл.1608) — князь; дружина (?) Барбара Ходоровська
            - Петро († 1603/4) — князь; дружина (з бл.1593/4) княжна Єва Вишневецька († 1617/18)
            - Анна († по 1636) — княжна
            - Магдалена — княжна; чоловік — Вацлав Шемет
            - Катерина — княжна; чоловік — Щенсний Харленський — підкоморій київський
            -  ? незнана донька — княжна; чоловік — Матеуш Малинський

          - Михайло († бл.1555) — князь
          - Малґожата — княжна; чоловік — Станіслав Чермінський
          - Єлизавета — княжна, двічі одружена: 1) Вацлав Баворовський — королівський писар, 2) Валенти Вкриньський

        - Ганна — княжна, чоловік — Якуб Вретецький

      - Семен Васильович Збаразький (середній) (? — після 1477) — князь
      - Семен Васильович Збаразький (молодший) (? — 1488) — князь, безпотомний
      - Федір Васильович Збаразький (? — після 1514) —одружився з шляхтянкою з роду Вячковичів та перебрався у Порицьк; засновник княжих родів Порицьких і Воронецьких
        - Олександр Збаразький-Порицький — князь
        - Юрій Федорович Воронецький
        - Война Федорович Воронецький — князь Тристенський.

    - Семен Васильович Колоденський (? — бл. 1481) — князь Збаразький і Колоденський, староста кременецький (?1480); дружина (з бл. 1460) Марія Ровенська (Рівненська) (? — бл. 1517)
      - Анастасія Несвізька-Збаразька — дружина князя Семена Юрійовича Гольшанського (бл. 1445—1505/06), великого гетьмана литовського.

    - Солтан Несвізький (Збаразький) († бл.1472) — князь на Вишнівцю і Городку

Обидва останні Збаразькі — Христофор, Юрій — вчилися у Падуанському університеті (Італія), де слухали лекції Галілео Галілея, не були одружені. Спочатку Збаразькі перейшли у кальвінізм, згодом у католицтво. Після смерті Юрія Збаразького рід Збаразьких припинив існування. В 1636 році значна частина маєтностей перейшла до князів Вишневецьких.
Самуель Твардовський стверджував, що тіла похованих у Збаразькому замку Кр. Збаразького з дружиною викинули під час повстання Хмельницького у 1648 році після взяття міста перед походом на Львів